# 馬韓
馬韓，是公元前100年至300年間位於古代朝鮮半島的西南部（忠清、全羅兩道）的國家联盟， 与“辰韩”和“弁韓”（弁辰）合称“三韩”。
据《后汉书·卷85》记载，马韩位于三韩西部，有五十四国。马韩北与乐浪郡，南与倭相邻。 马韩是三韩中最强大的，被三韩拥立为“辰王”， 定都目支国，统领三韩之地。 马韩与高句丽、濊貊一样都有在十月祭天的风俗。  《后汉书·安帝纪》载：公元121 年，马韩曾帮助高句丽围攻玄菟城。
4世纪，馬韓後來被扶余别种百濟所征服。

## 历史
朝鲜半岛北部人口南迁对马韩有很大的影响。据说卫满篡位后，古朝鲜末代君主准王与他的拥护者逃到马韩建立政权，自立为“韩王”，后又被马韩所灭。马韩人复自立为辰王。 据《三国志》、《三国史记》和《三国遗事》记载，公元前108年，汉四郡的建立迫使更多的朝鲜半岛北部人口南迁。
公元1世纪，百济击败马韩聯盟的首领目支国后赢得汉江流域。到3世纪末期马韩仅剩下20个國家。百济在4世纪最终征服了马韩所有國家成为朝鲜半岛三国之一。

## 政治
马韩的国王曾以“辰王”自称，并宣布对整个三韩拥有主权。考古发现表明，马韩是三韩中最为发展的一个。马韩鼎盛时期，疆域包括整个汉江流域和今京畿道、忠清道和全罗道。也有观点认为，准王逃亡至马韩後建立的国家被称为辰国，其地理位置也大体相当。
在中國歷史的三國時期，朝鮮半島南部三韓之一，位於帶方郡南方，鄰接黃海，東為辰韓。馬韓為定居民族，已懂得種植穀物、養蠶。尚是部落社會，根據《三國志》記載，全國由54個邦國組成，总十余万户。邦國沒有城郭，每個邦國皆有首領。勢力強大的首領稱做臣智，其次稱做邑借。
另外辰韩、弁韩各有十二国。三韩共七十八国。共计为二十万户，约近百万人。他们是现在朝鲜族的直系祖先，也是如今韩国国名得来的原因。

## 延伸阅读
[在维基数据编辑]
 《晉書·卷097》，出自房玄齡《晉書》